# Urgedra striata
Urgedra striata är en fjärilsart som beskrevs av Druce 1906. Urgedra striata ingår i släktet Urgedra och familjen tandspinnare. Inga underarter finns listade i Catalogue of Life.